# Mușchiul pătrat pronator

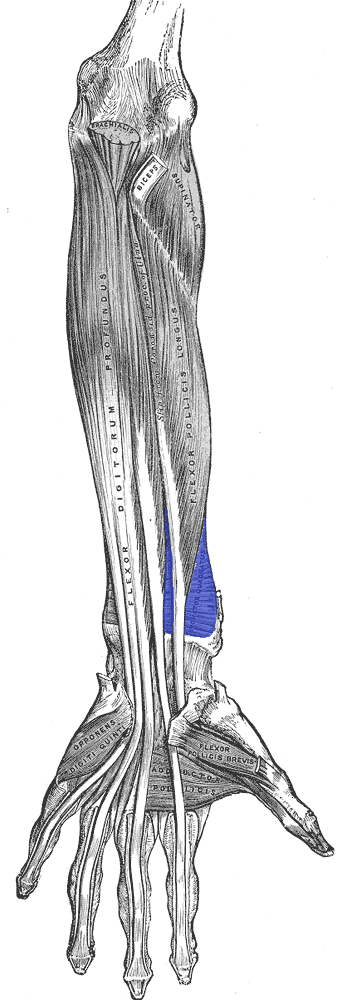
Mușchiul pătrat pronator (în albastru)

Mușchiul pătrat pronator sau mușchiul pătratul pronator (Musculus pronator quadratus) este un mușchi mic și subțire, de formă dreptunghiulară sau patrulateră, așezat transversal în partea inferioară a feței anterioare a antebrațului, între porțiunile distale ale ulnei și radiusului, înaintea membranei interosoase. Se află profund în al patrulea plan al mușchilor anteriori ai antebrațului, sub  tendoanele mușchilor flexori ai degetelor și carpului.

## Inserții
Are originea pe partea medială a feței anterioare a ulnei în pătrimea inferioară a ei.
Fibrele sale au un traiect transversal și se inseră pe fața anterioară a radiusului, în pătrimea distală a ei, până aproape de marginea sa anterioară.

## Raporturi
Mușchiul acoperă posterior radiusul, ulna, membrana interosoasă și articulația radio-ulnară distală. 
Este acoperit anterior de tendoanele mușchilor flexor ulnar al carpului, flexor profund al degetelor și flexor lung al policelui.

## Acțiune
Contracția lui determină pronația antebrațului și a mâinii.

## Inervația
Inervația este asigurată de nervul antebrahial interosos anterior (Nervus interosseus antebrachii anterior), ramură din nervul median (neuromer C6—C8).

## Vascularizația
Vascularizația este asigurată de artera interosoasă anterioară (Arteria interossea anterior).